# Nati nel 1585
| Questa pagina contiene informazioni ricavate automaticamente dalle voci biografiche con l'ausilio del template Bio e di un bot. L'aggiornamento è periodico e automatico e ricostruisce completamente la pagina. Se manca una persona in questa lista, sei pregato di non aggiungerla, ma accertati piuttosto che la sua voce biografica contenga il template Bio e che i dati anagrafici siano correttamente compilati. Se il template Bio manca, inseriscilo tu stesso o, in alternativa, metti l'avviso {{tmp\|Bio}} che ne segnala la mancanza. Se i dati riportati sono sbagliati, correggi direttamente la voce biografica; le modifiche saranno visibili in questa lista entro pochi giorni. Per chiarimenti vedi il progetto biografie. La lista contiene solo le 107 persone che sono citate nell'enciclopedia e per le quali è stato implementato correttamente il template Bio. Pagina aggiornata al 10 ago 2025. |

## Gennaio(12)
- 5 gennaio - Baldassarre Bonifacio, scrittore, poeta e vescovo cattolico italiano († 1659)
- 5 gennaio - Carlo Emmanuele Pio di Savoia, cardinale italiano († 1641)
- 6 gennaio - Gerolamo De Franchi Toso, doge († 1668)
- 6 gennaio - Claude Favre de Vaugelas, grammatico francese († 1650)
- 8 gennaio - Enrichetta Caterina di Joyeuse, nobile francese († 1656)
- 9 gennaio - Fortunat Sprecher von Bernegg, giurista, storico e politico svizzero († 1647)
- 16 gennaio - Giovanni Antonio Galli, pittore italiano († 1652)
- 19 gennaio - Giulio Cesare Vanini, filosofo, medico e naturalista italiano († 1619)
- 23 gennaio - Mary Ward, religiosa britannica († 1645)
- 27 gennaio - Hendrick Avercamp, pittore olandese († 1634)
- 28 gennaio - Domenico II Contarini, doge († 1675)
- 31 gennaio - Daniel Schwenter, matematico, inventore e poeta tedesco († 1636)

## Febbraio(7)
- 1º febbraio - Francis Annesley, I visconte Valentia, politico irlandese († 1660)
- 2 febbraio - Judith Quiney, inglese († 1662)
- 8 febbraio - Constant d'Aubigné, nobile francese († 1647)
- 10 febbraio - Angelo Caroselli, pittore italiano († 1652)
- 10 febbraio - Ignazio Lupi, presbitero e teologo italiano († 1659)
- 12 febbraio - Caspar Bartholin il Vecchio, medico e umanista danese († 1629)
- 26 febbraio - Federico Cesi, nobile, scienziato e naturalista italiano († 1630)

## Marzo(8)
- 1º marzo - Jean Caylar d'Anduze de Saint-Bonnet, militare e nobile francese († 1636)
- 2 marzo - Giovanni Macías, religioso spagnolo († 1645)
- 5 marzo - Federico I d'Assia-Homburg, nobile tedesco († 1638)
- 5 marzo - Giovanni Giorgio I di Sassonia, principe († 1656)
- 6 marzo - Francesco Corner, doge († 1656)
- 16 marzo - Gerbrand Adriaensz Bredero, poeta e drammaturgo olandese († 1618)
- 16 marzo - Giacinta Marescotti, religiosa e santa italiana († 1640)
- 18 marzo - François Bourgoing, presbitero francese († 1662)

## Aprile(1)
- 26 aprile - Pietro Paolo Floriani, architetto e militare italiano († 1638)

## Maggio(3)
- 5 maggio - Vincenzo Carafa, gesuita italiano († 1649)
- 15 maggio - Giovanni Pietro Volpi, vescovo cattolico italiano († 1636)
- 16 maggio - Katakura Shigenaga, militare giapponese († 1659)

## Giugno(2)
- 10 giugno - Federico Casimiro del Palatinato-Zweibrücken-Landsberg, duca († 1645)
- 28 giugno - Sisto Badalocchio, pittore e incisore italiano

## Luglio(3)
- 2 luglio - Jean Guiton, ammiraglio, politico e armatore francese († 1654)
- 4 luglio - Jean Prévost, medico e botanico svizzero († 1631)
- 7 luglio - Thomas Howard, XXI conte di Arundel, nobile, politico e collezionista d'arte inglese († 1646)

## Agosto(1)
- 25 agosto - Giovanni Bilivert, pittore italiano († 1644)

## Settembre(3)
- 9 settembre - Armand-Jean du Plessis de Richelieu, cardinale, politico e vescovo cattolico francese († 1642)
- 15 settembre - Ottavio Vannini, pittore italiano († 1643)
- 26 settembre - Antonio Franco, presbitero italiano († 1626)

## Ottobre(6)
- 3 ottobre - Domingo Pimentel Zúñiga, cardinale, arcivescovo cattolico e nobile spagnolo († 1653)
- 4 ottobre - Anna d'Asburgo, imperatrice († 1618)
- 8 ottobre - Heinrich Schütz, compositore e organista tedesco († 1672)
- 10 ottobre - Piotr Gembicki, vescovo cattolico polacco († 1657)
- 15 ottobre - Louis Cappel, presbitero e umanista francese († 1658)
- 28 ottobre - Giansenio, teologo e vescovo cattolico olandese († 1638)

## Novembre(5)
- 1º novembre - Jan Brożek, matematico e astronomo polacco († 1652)
- 2 novembre - Rudolf von Colloredo, militare e politico austriaco († 1657)
- 8 novembre - Ottavio Bruto Revese, architetto italiano († 1648)
- 9 novembre - Tommaso Obicini, religioso e arabista italiano († 1632)
- 11 novembre - Vincenzo Maria Cimarelli, naturalista e storico italiano († 1662)

## Dicembre(6)
- 4 dicembre - John Cotton, predicatore inglese († 1652)
- 13 dicembre - William Drummond di Hawthornden, poeta e storico scozzese († 1649)
- 16 dicembre - Livia della Rovere, duchessa italiana († 1641)
- 25 dicembre - Cristiano di Waldeck, nobile tedesco († 1637)
- 28 dicembre - Francisco de Amaya, giurista spagnolo († 1640)
- 31 dicembre - Gonzalo Fernández de Córdoba, generale e duca spagnolo († 1635)

## Senza giorno specificato(50)
- Alessandro del Montenegro († 1648)
- Jean Androuet du Cerceau, architetto francese († 1649)
- Arent Arentsz, pittore fiammingo († 1631)
- Nathaniel Bacon, pittore inglese († 1627)
- Simone Barabino, pittore italiano († 1660)
- Ambrose Barlow, presbitero inglese († 1641)
- Tommaso Blandino, architetto e gesuita italiano († 1628)
- Martino Bonacina, vescovo cattolico e giurista italiano († 1631)
- Estêvão Cacella, missionario e esploratore portoghese († 1630)
- Elizabeth Cary, poetessa inglese († 1639)
- Antonino Catalano, pittore italiano († 1666)
- Francesco Cherubini, cardinale e vescovo cattolico italiano († 1656)
- Giovanni Antonio Colomba, artista e decoratore svizzero († 1650)
- Uriel da Costa, filosofo e educatore portoghese († 1640)
- Nicolò Crasso, giurista e poeta italiano († 1656)
- Pierre Belain d'Esnambuc, avventuriero, pirata e mercante francese († 1636)
- Lelio Falconieri, cardinale e arcivescovo cattolico italiano († 1648)
- Lorenzo Forestani, matematico italiano
- Thomas Gates, funzionario e politico britannico († 1621)
- Caspar Gras, scultore austriaco († 1674)
- Miguel de Guevara, monaco cristiano, poeta e filologo messicano († 1646)
- Simone Gullì, architetto italiano († 1657)
- David de Haen, pittore olandese († 1622)
- Caspar van den Hoecke, pittore fiammingo († 1648)
- Diego Jiménez de Enciso, poeta e drammaturgo spagnolo († 1634)
- Koca Dervish Mehmed Pascià, politico e militare ottomano († 1655)
- Jacob Le Maire, navigatore olandese († 1616)
- Jacques Lemercier, architetto francese († 1654)
- Tommaso Mannarini, religioso, teologo e letterato italiano († 1637)
- Rodolfo Giovanni Marazzino, militare italiano († 1645)
- Tozawa Masamori, guerrigliero giapponese († 1648)
- Caterina di Lorena, nobildonna francese († 1618)
- Claude Mydorge, matematico francese († 1647)
- Nicolò Sebregondi, architetto e pittore italiano († 1652)
- Ottavio Orsini, vescovo cattolico italiano († 1640)
- Lodovico Scapinelli, filologo e poeta italiano († 1634)
- Hamnet Shakespeare, inglese († 1596)
- Jacques Specx, politico e mercante olandese († 1652)
- Massimo Stanzione, pittore italiano († 1656)
- Alethea Talbot, nobildonna inglese († 1654)
- Francesco Toraldo, militare italiano († 1647)
- Ana de Velasco y Girón, nobile spagnola († 1607)
- Onorato Visconti, arcivescovo cattolico e diplomatico italiano († 1645)
- Filippo Vitale, pittore italiano († 1650)
- Voravongse II, sovrano laotiano († 1622)
- Cornelis de Vos, pittore fiammingo († 1651)
- George Weymouth, esploratore britannico († 1612)
- Filippo Zaniberti, pittore italiano († 1636)
- Giovanni III d'Aragona Tagliavia, nobile italiano († 1624)
- Francesco di Cossé-Brissac, militare francese († 1651)